# Keshkāvīj
Keshkāvīj (persiska: Keshkāvīch, کشکاویج) är en ort i Iran.   Den ligger i provinsen Västazarbaijan, i den nordvästra delen av landet, 700 km väster om huvudstaden Teheran. Keshkāvīj ligger 2 258 meter över havet och antalet invånare är 335.
Terrängen runt Keshkāvīj är lite bergig. Runt Keshkāvīj är det ganska tätbefolkat, med 83 invånare per kvadratkilometer. Närmaste större samhälle är Tāzeh Shahr, 17,9 km öster om Keshkāvīj. Trakten runt Keshkāvīj består i huvudsak av gräsmarker.